# 伍卢穆卢
伍卢穆卢（英語： /ˈwʊləməluː/ WUUL-ə-mə-loo）是一片海港区，位于澳大利亚新南威尔士州悉尼内城的东市郊。伍卢穆卢地处悉尼中心商业区以东1.5公里的位置，该地区归属悉尼城的当地政府区管辖，位于悉尼港的一端，伍卢穆卢湾的地势低洼的区域。伍卢穆卢西邻悉尼禁苑，悉尼商業中心區坐镇西部，西南角与东悉尼相邻，东南角则与英皇十字接壤，波茨点则位于其正东。
伍卢穆卢曾经是悉尼市的较为贫穷的工人阶级聚居区，不过在近年来，这一区域搬进来很多中产阶级，如同其它悉尼内城区的士紳化。水边房屋重建，尤其是位于手指码头附近的房屋建设，為该地区帶來重大的變化。该区域的公共住宅区（新南威尔士住房，又称住宅委员会）如今依然存在。

## 历史

### 土著文化
关于伍卢穆卢的名字，流传最广的说法称其来源于这里的第一座农场，由伍卢穆卢的第一个登陆者约翰·帕勒莫建造的“伍卢穆卢屋”。关于帕勒莫的农场该用哪个土著语单词，还曾经引发过一场争论。人类学家J·D·麦卡锡曾经于1946年写过一本《新南威尔士州的土著地名》（NSW Aboriginal Places Names），其中提到伍卢穆卢有可能来源自“Wallamullah”或者“Wallabahmullah”，前者意为“富饶之地”，后者意为“一只年轻的黑袋鼠”。
1852年，旅行家G·C·穆迪上校写到，该名字是从“Wala-mala”演化而来的，原意是“土著墓地”。此外这个名字还依据所谓的土著部落曾经在此地激战的历史，而被认为是“血光之地”的意思；又或是根据土著语发音译作“风车”，根据则来源于达令赫斯特山上面的一座风车，该风车直至十九世纪五十年代还依旧存在。

### 欧州移民

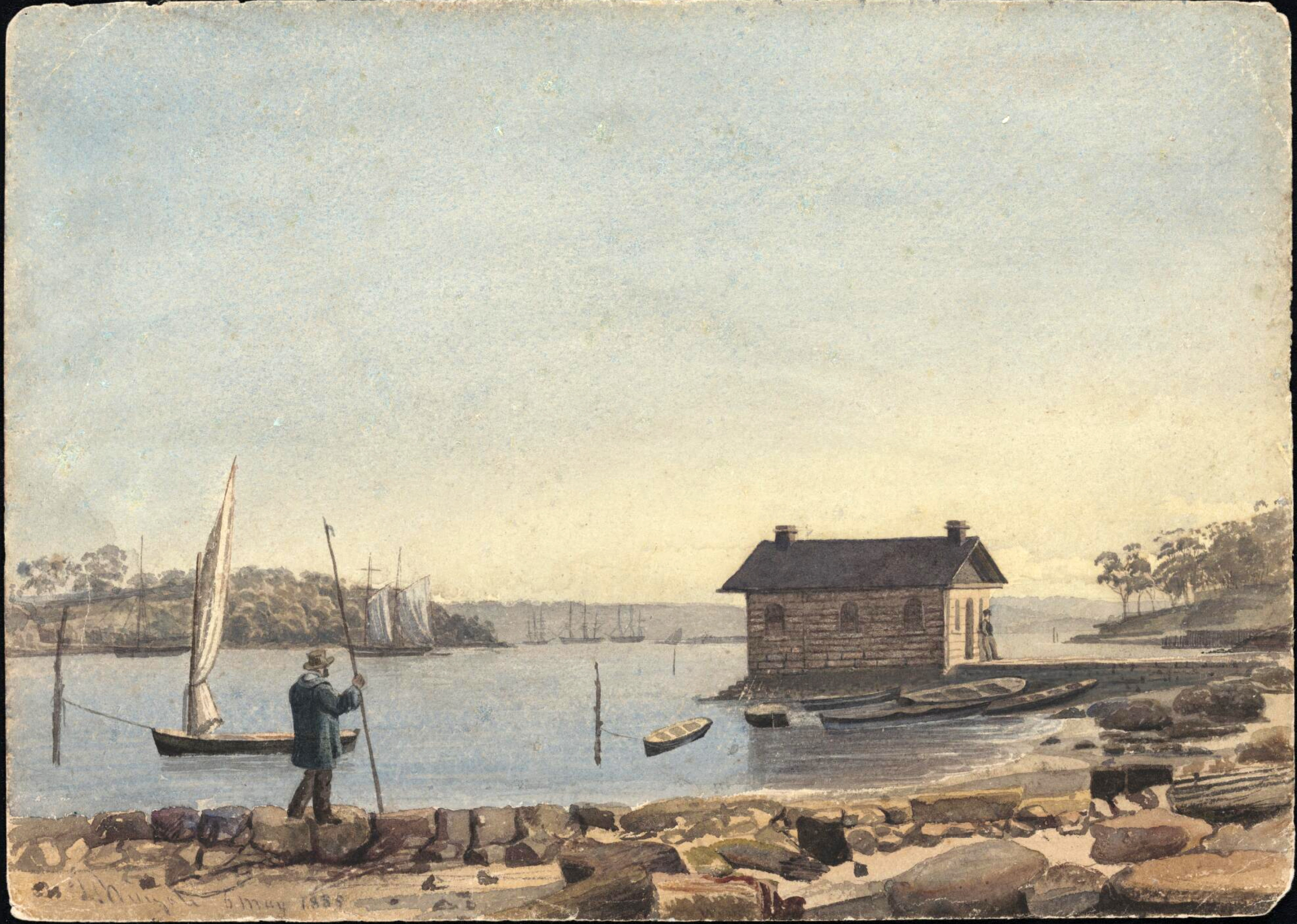
1855年的伍卢穆卢湾（水彩）

自从第一批移民抵达悉尼之后，这片地区由于靠近覆满树木的花园岛，于是就被名為“花园湾”或“花园岛湾”。1793年，约翰·帕勒莫得到了他的第一块耕地，用以为这片刚刚开发的殖民地饲养家畜。
十九世纪四十年代，这座农场被分割成了伍卢穆卢、大龄霍斯特、以及萨利山的一部分。最初这块区域可以看到大片的富裕人家的大住房，有些甚至还有壮观的大花园。出现这些房屋的原因是因为此地靠近政府大楼，以及这里海湾的景色非常吸引人。
后来，这片地区慢慢地开始跟着伊丽莎白港的住宅一起慢慢地变得更加昂贵，整个区域需要东扩，同时需要从悉尼引入一条公路。为此这里建立了威廉大街，并第一次分開了这个区域。

### 有轨电车
伍卢穆卢的电车线路是在1915年到1918年之间分阶段开通的。这条电车线路在公园街分叉，向北经过海格大街、圣约翰·杨街区以及林肯街区，最终抵达伍卢穆卢的布朗码头。曾经属于该线路的联运业务则从圆形码头出发，途径伊丽莎白街和公园街。不过这趟电车线已经于1935年关闭了，并被一条来自派尔蒙特的公交车线路取代。

## 地标

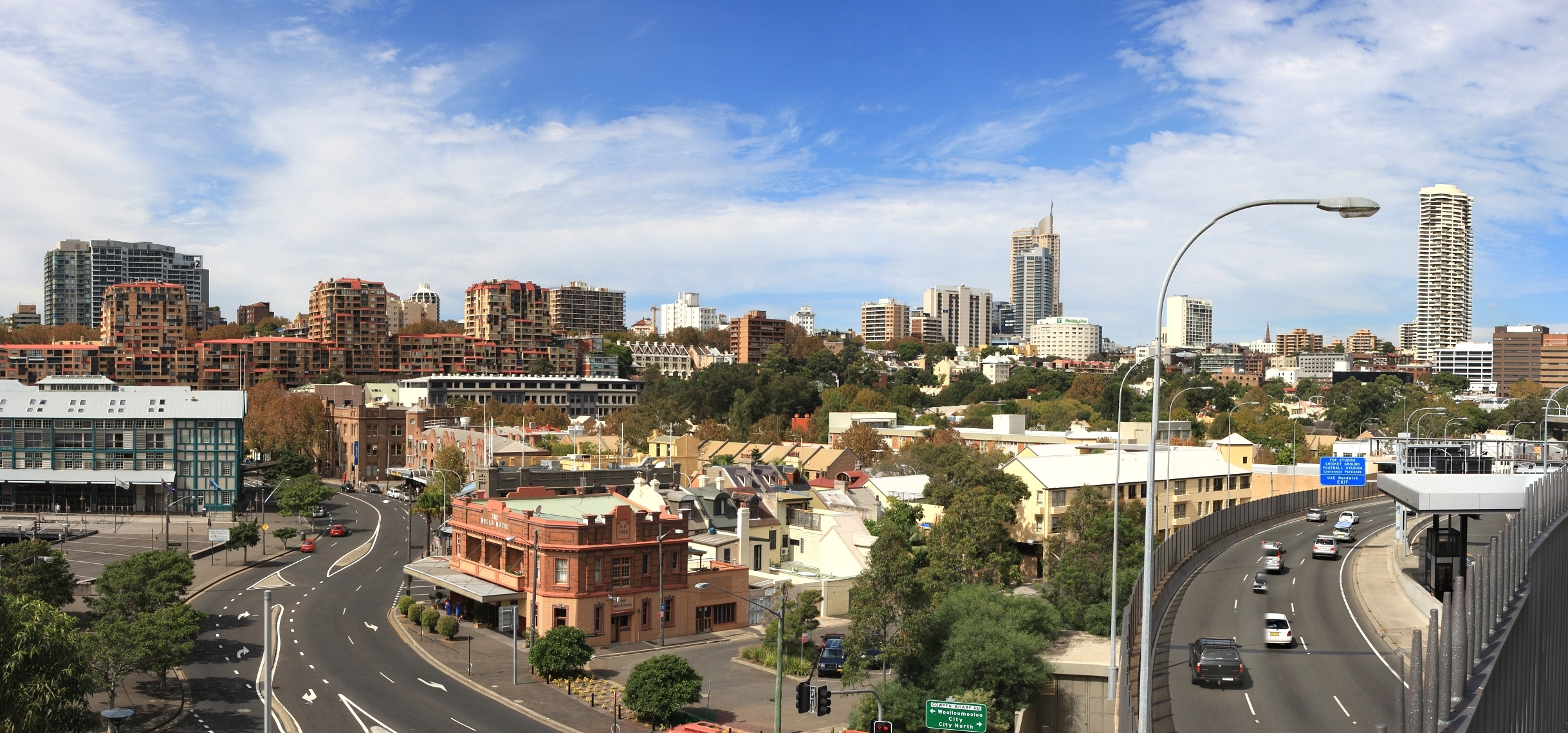
从皇家领地公园眺望伍卢穆卢

伍卢穆卢是手指码头的所在地，而手指码头最出名的就是它令人印象深刻的规模。该码头长400米，宽63米，共有3600根立柱支撑。
悉尼海港信托在获取了为悉尼港建设海滩设施的许可证后，于1911年至1915年期间主持修建了这座手指码头（或者称作伍卢穆卢码头）。这座码头曾经是世界上最大的木质结构建筑。该区域的商业曾经被码头的航运业、以及定期从花园岛返回的澳大利亚皇家海军下属的水手和官员们完全掌控着。
进入二十世纪七十年代，由于其他更加现代化的码头逐渐兴起，手指码头对伍卢穆卢的影响力被逐步削弱。二十世纪八十年代，该码头逐渐被废弃。1987年，新南威尔士州政府甚至打算拆除该码头。州政府准备将这里改造成一个新的设施。但当1991年1月，拆毁工程即将开始的时候，当地居民强行堵塞了通往码头的路。当地工会也利用绿色禁令阻止了政府的拆迁计划。
到了二十世纪九十年代中期，码头上加盖了300余座私人住宅以及一座拥有104个房间的精品酒店，此外还有几间餐厅和酒吧，包括广受欢迎的“水中酒吧”，许多来旅游的名人也会前来游玩。最早出现在手指码头的旅店被称作“W悉尼-伍卢穆卢”，其同时是W旅店在美国之外的第一家分店。该旅店在2007年时合同到期，取而代之的是泰姬陵酒店与夏日宫殿公司旗下的“蓝旅店”。该旅店下榻过的名人包括因住在一个价值1400万美元的顶层公寓而闻名于澳大利亚内外的好莱坞电影演员罗素·克洛，而他也让手指码头成为了澳大利亚的人们非常向往的地方之一。另一个曾经下榻在这里的名人，是澳大利亚颇具争议的前电台主持人约翰·劳斯。
安德鲁“男孩”查尔顿游泳池位于伍卢穆卢湾的西侧的皇家植物园内。

## 大眾文化
- 史蒂夫·穆林斯於1919年為英國Jumbo Records錄製了一首名為「伍卢穆卢」的歌。[13]
- 湯米·萊奧內蒂（英语：Tommy Leonetti）的歌《我的城市悉尼》（My City Of Sydney）在歌詞中提及「伍卢穆卢小教堂的尖頂」。
- 蒙提·派森演出的布魯斯王室草圖（英语：Bruces sketch）背景是設定在虛構的伍卢穆卢大學。[14]
- 在表演痞客二人組（英语：Flight of the Conchords）中，杰梅奈聲稱他的女友凱斯亞是來自伍卢穆卢。
- 在让-米歇尔·雅尔的1984年專輯《Zoolook（英语：Zoolook）》中，有一首歌名為「伍卢穆卢」。[15]
- 於1970年，澳大利亞教育工作者、記者和政治家伊琳娜·鄧恩（英语：Irina Dunn）創造了短句「女人對男人的需求就像一條魚對一輛自行車的需求」，並將短句塗上悉尼大學和伍卢穆卢的索倫酒吧的衛生間門上。[16]
- 冷錾（英语：Cold Chisel）的1982年專輯《Circus Animals》包含了一首名為「Numbers Fall」的歌，該歌指的是伍卢穆卢中的科士街和斯普林菲爾德大道。[17]
- 派男傳奇（英语：Weddings Parties Anything）的1989年專輯《The Big Don't Argue》包含了一首名為「Ticket in Tatts」的歌，該歌指的是伍卢穆卢。[18]
- 受歡迎的兒童讀物《伍卢穆卢的袋鼠》（The Kangaroo from Woolloomooloo）的主角是一隻來自伍卢穆卢的袋鼠。[19]
- 荷蘭城市乌得勒支有一個名為伍卢穆卢的學生迪斯科。[20]
- 灵魂奔跑者（英语：Bhaag Milkha Bhaag）的主題曲曾提及伍卢穆卢。[21]